# Хасанагиница
Хасанагиница је српска народна балада, која је настала између 1646. и 1649. у Имотској крајини и преносила се са колена на колена по Имотском и околини, постојећи тако у усменом облику, док ју није записао 1774. године италијански путописац и етнограф Алберто Фортис називајући је „морлачка балада“. Записана је писмом у великој мери базираном на бохоричици.
Хасанагиница је први пут објављена у Фортисовој књизи Путовања по Далмацији. Од тог тренутка су се почели низати преводи ове песме на разним светским језицима. Велики умови тога времена као Гете (1777), Волтер Скот (1798), Александар Сергејевич Пушкин (1835), Адам Мицкјевич (1841) су само нека од имена која су преводила Хасанагиницу.
У Србији се сматра делом српске књижевности, у Хрватској хрватском а у Федерацији БиХ бошњачком баладом.

## Мотив
Својим мотивом, Хасанагиница, се разликује од других песама из наше народне књижевности о томе како муж тера своју жену од куће, где то обично бива или због њене неверности или због неродности. Ова балада говори о трагичној судбини племените жене коју муж бездушно тера због тога што од „стида“ не може да га посети и ране да му вида док болује „у гори зеленој“.
Мотив је обрађен једноставно и концизно, пажљиво одабраним појединостима, без превише коментара и објашњења детаља и појединости. Певач и не улази дубље у објашњење разлога појединих поступака и права на такве поступке. Из тих разлога потребно је пажљиво посматрати понашање личности, али исто тако знати и многе појединости старинских схватања, патријархалне етике, да би се разумела трагика мајке петоро деце.

## Сиже
Сиже баладе је једноставан. Увређени брат Пинторовић сестру води у свој дом и, опет по неком неписаном правилу, и он може да располаже њеном судбином по својој вољи. Он удаје сестру за имотског кадију. Несрећна Хасанагиница и умире на путу за свој нови дом, у тренутку опраштања од своје деце.

## Радња

### Кривица Хасанагинице
Хасан-ага болује од „љутијех рана“,„обилази га мати и сестрица, а љубовца од стида не могла“. Стид који се помиње, нормалан је за то време, када жена не само што није смела ни на који начин да изрази симпатије и љубав према мужу, већ није смела ни да помене његово име у разговору са старијим људима и странцима. Муж је у разговору за жену могао да буде само „он“, јер су ти патријархални обичаји били толико строги да нису дозвољавали жени ни име свога мужа гласно да каже. Према томе, није никакав класни понос или неко изопачено господско достојанство спречавало Хасанагиницу да оде свом мужу, иако је она, по свом класном положају, из редова турске феудалне аристократије, мада песник тај моменат није уопште развијао у песми.

### Разлози Хасанагиног поступка
Хасанага не схвата Хасанагиничино „потчињавање традиционалној форми“. Његова жеља за женом поготову што болује од „љутијех рана“, толико је јака да му не дозвољава да схвати жену, поготову што се ради о њему као болеснику. Иако песник то не каже, из агиног поступка се осећа његово уверење да је жена ипак требало да пређе преко традиционалних обичаја, без обзира „шта ће свет да каже“ и да га, болесног, посети. И управо у расположењу човека који је тек преболео те своје „љуте ране“, сматрајући да је његов живот за његову жену морао бити изнад традиционалних обичаја, треба тражити објашњење за агине поступке. Због тога, он Хасанагиницу сурово кажњава: тера је из дома у коме му је породила петоро деце.
У објашњењу психологије Хасанаге неки стручњаци узимају још неке околности због којих ага тако поступа према својој жени и не поштује обичаје и традицију. Као мушкарац, ага је свакако либералнији, није толико конзервативан у стварима патријархалне етике. Сем тога, крај у коме живи ага, као и крај где је песма настала, непосредно се граничи са далматинском обалом и њеним градовима, а градски свет је тамо имао друкчије обичаје и моралне норме којима су се одређивали односи између мушкарца и жене. Ага је морао знати за те обичаје, јер је он, као мушкарац, морао имати далеко шире комуникације и са различитим светом, док је Хасанагиница живела само у својој кући.

### Однос брата према Хасанагиници и њено опраштање од деце
Хасанагиница је у подређеном, скоро обесправљеном положају и у кући свог брата, и то опет према истим обичајима, који јој нису дозволили да посети болесног мужа. На основу свог повлашћеног положаја, Хасанагиничин брат, бег Пинторовић, удаје своју сестру за имотског кадију. У тој пренагљеној одлуци увређеног брата има нечег од осећања освете над Хасанагом. Чињеницом да „добру каду и од рода добра“ просе са свих страна, песник очигледно стаје на страну ожалошћене и унесрећене мајке.
Удавши је за човека који је по свом друштвеном положају свакако изнад непромишљеног Хасанаге, Пинторовић види у томе и моралну сатисфакцију, како за своју сестру, тако и за читаву своју породицу.
Једино што брат може да учини сестри по вољи, то је да моли бега да дозволи Хасанагиници да док путује у двор свог другог мужа, носи преко лица дуг покривач, „да не види сиротице своје“, јер ће је тужан пут провести крај Хасанагиног двора у коме јој остаје петоро деце. 
Радња се одвија брзо и без перипетија. Како су добродошли, сватови су тако добро и пошли, све до Хасанагиног двора. И баш кад је пролазила поред свог бившег дома, отворили су се прозори, и са њих се јавили њени сирочићи: „Сврати нам се, мила мајко наша, да ми теби ужинати дамо“. Хасанагиница је замолила старешину сватова да заустави коње да би даривала своје сиротице, и док је обављала до суза потресан чин необичног опраштања од деце, појавио се на прозору Хасанага и само једном реченицом дотукао тужну мајку: „Ход’те амо, сиротице моје, кад се неће смиловати на вас, мајка ваша срца каменога.“ У том тренутку мајчино срце је препукло.

### Смрт Хасанагинице
У души болесног и под теретом болесничке самоће непромишљеног аге, нешто се изменило. Чак се чини као да ни њему онај његов гест протеривања мајке своје деце није био јасан. Речи „...кад се неће смиловати на вас, мајка ваша срца каменога“ требало је можда да кажу да се и сам ага у души каје, да је спреман да исправи своју грешку, мада ни њему самом, свакако, није јасно како би се то могло извести кад је судбина његове бивше жене већ одлучена. И управо ту треба и тражити објашњење неочекиване смрти несрећне мајке. Она није имала снаге да савлада „стид“ и да посети болесног мужа, кога је сигурно волела! Па и сад, кад у агиним прекорима јасно осећа да се он каје, а то значи да би ипак све могло и лепше да се заврши, она не може ништа да учини! Муж је није питао зашто му није дошла у походе, него је, у својој болесничкој усамљености, пренаглио у одлуци; брат је није питао шта мисли о својој даљој судбини, него је у својој увређеној гордости одмах удаје да би се осветио бившем зету! А да није било те пренагљености и на једној и на другој страни, не би било ни њене несреће. И ето, кад је дошла и до тог сазнања, у тренутку кад је пред домом за који је везан читав њен живот даривала своје петоро сирочади, она је дошла до сазнања да је њена трагедија управо резултат несрећног стицаја околности и пренагљених одлука мушкараца. Међутим, у речима свог бившег мужа она је осетила да је и он несрећан што се све то тако збило.

## Хасанагиница у популарној култури
Овако сложена тематска и животна грађа као и сложеност психологије личности су Хасанагиницу учинили веома популарном, како код нас тако и у свету. Она је одувек интересовала позоришне писце и они су покушавали да њен садржај обраде у драмској форми, а 1967. године снимљен је и филм Хасанагиница, док је 1983. године тадашња Телевизија Сарајево за ЈРТ снимила ТВ драму Хасанагиница по мотивима ове народне песме.